# Shadowman
Shadowman je album průkopníka rock and rollové kytary Linka Wraye, vydané v lednu roku 1997. Na albu jsou tři cover verze Heartbreak Hotel (původně Elvis Presley), I Can't Help It (If I'm Still in Love With You) (původně Hank Williams) a Run Through the Jungle (původně John Fogerty).

## Seznam skladeb
1. Rumble on the Docks (Wray) - 7:25
2. Heartbreak Hotel (Axton, Durden, Presley) - 3:40
3. Geronimo (Wray) - 4:19
4. Young Love (Wray) - 3:38
5. Moped Baby (Wray) - 3:14
6. Run Through the Jungle (John Fogerty|Fogerty) - 6:11
7. I Can't Help It (If I'm Still in Love With You) (Williams) - 4:18
8. Night Prowler (Wray) - 3:32
9. It Was So Easy (Wray) - 2:19
10. Timewarp/Brain Damage (Wray) - 4:16
11. Listen to the Drums (Wray) - 6:01
12. Shadowman (Wray) - 4:50

## Sestava
- Link Wray - Kytara, zpěv
- Rob Louwers - Bicí